# Discalma mesoscia
Discalma mesoscia là một loài bướm đêm trong họ Geometridae.